# Pulau Banggai
Pulau Banggai är en ö i Indonesien.   Den ligger i provinsen Sulawesi Tengah, i den nordöstra delen av landet, 1 900 km öster om huvudstaden Jakarta. Arean är 268 kvadratkilometer.
Terrängen på Pulau Banggai är lite kuperad. Öns högsta punkt är 387 meter över havet. Den sträcker sig 28,0 kilometer i nord-sydlig riktning, och 16,7 kilometer i öst-västlig riktning.  I omgivningarna runt Pulau Banggai växer i huvudsak städsegrön lövskog.